# Zgorzelec
Zgorzelec (pronunția [zgo'jeleț] / germane: Görlitz) este un oraș în Polonia (provincia istorică Silezia), situat pe malul de est al rîului Neisse, la frontiera cu Germania. Are 35 mii locuitori. Orașul a apărut în 1945 în urma includerii în Polonia a teritoriilor germane situate la est de linia Oder-Neisse, pînă în acel moment fiind o parte a orașului Görlitz.